# Хизингер, Вильгельм фон
Вильгельм фон Хизингер (Гизингер) (англ. Wilhelm von Hisinger; 23 декабря 1766, Вестманланд — 28 июня 1852, Скиннскатеберг) — шведский химик, геолог, минералог.

## Биография
Вильгельм фон Хизингер происходил из богатой семьи, владевшей рудниками в Швеции. Его отцом был Вильгельм Хизинг (1731—1780), мать — Барбара Катарина Фабрин. После смерти родителей в 1780 году его воспитанием занялся дядя — Иоганн Хизинг (1727—1790). Вильгельм фон Хизингер получил хорошее образование у частных учителей и прежде всего в лаборатории его семьи. Позже учился в университете Уппсалы и с 1786 года в горном коллегиуме ("Bergskollegium"). В коллегиуме он остается недолго и возвращается домой в Скиннскатеберг. В сотрудничестве с Йёнсом Якобом Берцелиусом открыл оксиды церия (1803) и лития.
В 1804 году стал членом Шведской королевской академии наук.